# 11524 Pleyel
11524 Pleyel è un asteroide della fascia principale. Scoperto nel 1991, presenta un'orbita caratterizzata da un semiasse maggiore pari a 2,3923455 UA e da un'eccentricità di 0,1244797, inclinata di 9,43380° rispetto all'eclittica.